# 翁多尔瑙克塔尧
翁多尔瑙克塔尧，是匈牙利赫维什州所辖的一个村。总面积16.75平方公里，总人口2766，人口密度165.1人/平方公里（2011年1月1日）。